# Niklas Brandt
Niklas Brandt (* 22. November 1991 in Berlin) ist ein deutscher Fußballspieler.

## Karriere
Brandt spielte bis 2013 ausschließlich für Berliner Vereine. So war er in seiner Jugendzeit für den Nordberliner SC und Hertha Zehlendorf aktiv. In der Hinrunde der Spielzeit 2010/11 sammelte Brandt für die Reinickendorfer Füchse erste Erfahrungen im Seniorenbereich. Im Januar 2011 wechselte er zum Berliner AK 07, mit dem er Saisonende in die Regionalliga Nord aufstieg. In den folgenden beiden Spielzeiten erzielte Brandt in 51 Ligaspielen insgesamt vier Treffer. 
Zur Saison 2013/14 ging er zum Drittligisten Hallescher FC, bei dem er einen Zweijahresvertrag erhielt. Bereits ein Jahr später verließ er Halle aber wieder und schloss sich dem Regionalligisten 1. FC Magdeburg an. Am 31. Mai 2015 schaffte er als Teil der Mannschaft im Rückspiel der Relegation gegen Kickers Offenbach den Aufstieg in die 3. Liga. Nach der Saison 2016/17 wurde sein Vertrag in Magdeburg nicht verlängert. 
Im September 2017 verpflichtete Regionalligist FC Viktoria 1889 Berlin den vertragslosen Brandt. Er lief dann für eine Saison beim BFC Dynamo auf und war kurzzeitig beim Berliner AK 07 unter Vertrag, ehe er im Jahr 2020 vom 1. FC Lokomotive Leipzig verpflichtet wurde. In der folgenden Saison kehrte er zum BFC Dynamo zurück. Bei Dynamo kam Brandt häufig zum Einsatz und wurde in der Saison 2022/23 sogar Mannschaftskapitän. 
Im Mai 2023 wurde sein Wechsel zum Ligakonkurrenten Greifswalder FC zum Saisonende bekannt gegeben. Mit den Vorpommern schloss Brandt die Saison 2023/24 als Vize-Meister ab und verpasste nur knapp den Aufstieg in die 3. Liga. Außerdem gewann er mit den Greifswaldern 2024 den Landespokal von Mecklenburg-Vorpommern. Nach einem weiteren Jahr, das der GFC auf dem 6. Platz beendete, verließ Brand den Verein wieder. Zur Saison 2025/26 nahm ihn der Regionalliga-Aufsteiger BFC Preussen unter Vertrag.

## Erfolge
- Aufstieg in die 3. Liga: 2014/15 (mit 1. FC Magdeburg)
- Meister der Regionalliga Nordost:
  - 2014/15 (mit 1. FC Magdeburg)
  - 2019/20 (mit 1. FC Lokomotive Leipzig)
  - 2021/22 (mit BFC Dynamo)
- Aufstieg in die Regionalliga Nord: 2010/11 (mit Berliner AK 07)
- Sieger Berliner Landespokal:
  - 2011/12 (mit Berliner AK 07)
  - 2020/21 (mit BFC Dynamo)
- Sieger Sachsen-Anhalt-Pokal: 2016/17 (mit 1. FC Magdeburg)
- Sieger Mecklenburg-Vorpommern-Pokal: 2023/24 (mit Greifswalder FC)